# Imigração portuguesa na China
Luso-chinês ou português chinês é um chinês que possui ascendência portuguesa ou um português que reside na China. A imigração portuguesa na China teve início após o Império Português colonizar a cidade de Macau, atual região administrativa especial da República Popular da China, sendo atraída principalmente pela colonização e pelo comércio. Atualmente, a língua portuguesa continua a ser falada, ensinada e utilizada nos meios de comunicação de Macau. Nesta cidade, cerca de 1% da sua população possui ascendência portuguesa.

## História

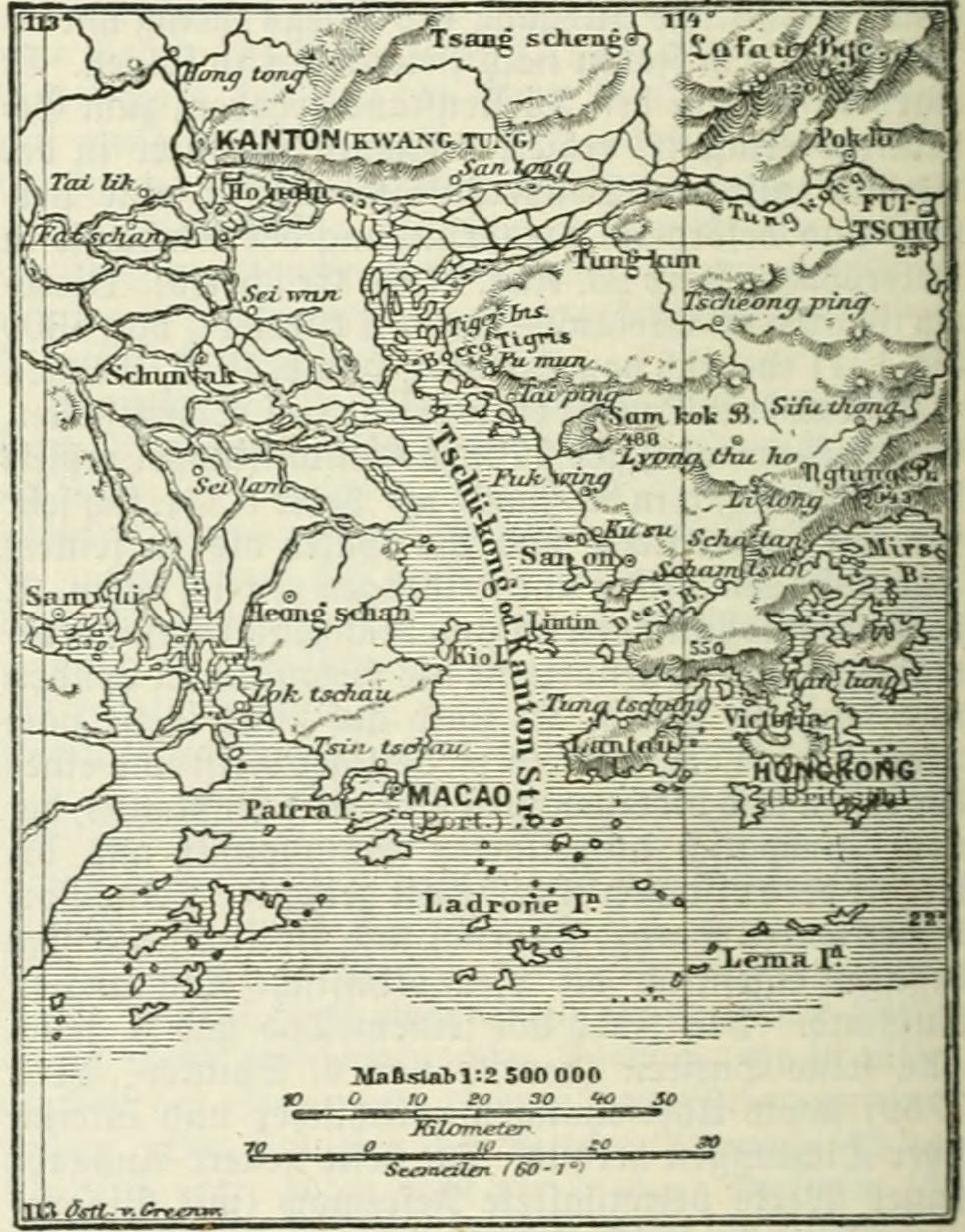
Mapa alemão do século XIX a mostrar a ilha de Lintin no meio do estuário do rio das Pérolas.

Brasão de armas de Macau durante a administração portuguesa, utilizado entre 11 de junho de 1951 até 17 de fevereiro de 1976.

Os portugueses estabeleceram-se em Macau a 14 de agosto de 1556, e a partir de 1670 começaram a pagar um tributo a China pela presença no território. Macau prosperou como porto pela sua posição privilegiada na rota comercial entre Malaca, Goa e Japão. Os holandeses que chegaram a conquistar Malaca e Formosa, tinham ambições em Macau, mas a cidade permaneceu nas mãos dos portugueses.
A concessão do território de A-Má-Gau (que significa Baía de A-Má, a deusa do céu) a Portugal foi efetuada por contrapartida da ajuda prestada pelo país contra os ataques dos piratas chineses liderados por Tchang-si-lau. Com a concessão feita em mandarim e cantonês, os seus limites e a sua entidade foram submetidos a litígio constante até o Tratado de Amizade e Comércio Sino-Português ser assinado a 1 de dezembro de 1887 entre Portugal e a China.
Após Portugal recuperar sua independência em 1640 (depois dos sessenta anos de unificação com Espanha), foi concedido a Macau o título oficial de «Cidade do Santo Nome de Deus de Macau, Não Há Outra Mais Leal», sendo a única cidade que conseguiu manter a soberania durante os sessenta anos do governo espanhol.
A particularidade de Macau como enclave europeu no território chinês desapareceria em 1842, no final da Primeira Guerra do Ópio, quando os britânicos conseguiram a soberania sobre a ilha vizinha de Honguecongue, onde estabeleceram-se até ao ano de 1997.
O porto de Honguecongue relegaria Macau para segundo plano na área comercial. Apesar desta crise, a fraqueza da corte Qing naquele momento permitiu que Portugal suspendesse o pagamento do chamado foro do chão, imposto pelo uso da terra que Portugal pagava a China e que indicava um reconhecimento tácito da soberania chinesa. Esta consolidação do controlo português sobre Macau reflete-se também no reconhecimento do território como uma província portuguesa em 1844. Até então, Macau dependia das possessões portuguesas na Índia. Apesar de nunca ter sido feita uma transferência formal da soberania, Portugal considerava Macau como uma parte integrante do seu território em 1822 e com a cessação do pagamento de tributo à China, confirmava-se que o poder sobre Macau era português. Em 1851, as autoridades portuguesas anexaram ao território as duas ilhas próximas de Taipa e Coloane, triplicando a superfície de Macau.
Portugal que tinha dificuldades em manter o território devido ás pressões Chinesas e as revoltas como o Motim 1-2-3 levantado pelos residentes chineses pró-comunistas no dia 3 de Dezembro de 1966 para protestar contra o Governo de Macau. Este acontecimento foi uma das maiores jogadas políticas entre o Governo de Macau, os movimentos locais da esquerda e o Governo Central da República Popular da China (RPC). Este motim fez enfraquecer a soberania portuguesa sobre Macau e quase pôs fim à administração portuguesa. 
Depois da Revolução dos Cravos em 1974, Portugal declarou a independência imediata de todas as suas províncias ultramarinas. A China rejeitou esta transferência imediata, tendo apelado para o estabelecimento de negociações que permitissem uma transferência harmoniosa. A diferença entre o sistema capitalista de Macau e o comunista da China continental poderá estar na base desta decisão. Com o decorrer das negociações, o estatuto de Macau redefiniu-se para "território chinês sob administração portuguesa" e a transferência foi agendada para a data de 20 de Dezembro de 1999, através do documento "Declaração Conjunta Sino-Portuguesa sobre a Questão de Macau" (assinado no dia 13 de Abril de 1987), depositada nas Nações Unidas e entretanto publicada no Boletim Oficial de Macau a 7 de Junho de 1988, onde se estabeleciam uma série de compromissos entre os dois países para Macau, entre os quais a garantia de uma grande autonomia futura e a conservação das especificidades da RAEM durante 50 anos. A data escolhida permitia, entre outras coisas, prolongar a presença portuguesa no Oriente, transformando Portugal na última nação Ocidental a retirar as suas possessões da China, fazer a transferência de Macau pouco depois da de Hong Kong e que foi usada pela China como forma de retaliação ao Reino Unido devido à suavidade com que as negociações e transferência de Macau foram conseguídas, por contraste com a de Hong Kong e readquirir o controle de todos os territórios chineses que estiveram sob domínio ocidental antes do início do século XXI.
Antes da transferência de Macau e Hong Kong, a China fez uma série de alterações económicas no sentido de se aproximar do sistema capitalista e abrir-se ao comércio internacional. Aquando da transferência a China redefinira a sua imagem segundo o slogan "um país, dois sistemas". Este permite que algumas regiões chinesas, incluindo Macau, possuam uma grande autonomia e continuidade do seu modo de vida, estando apenas limitadas no que se refere às suas relações exteriores e à defesa, situação idêntica, de resto, à que tinham aquando da administração portuguesa.
Para preparar Macau para a transferência de soberania, Portugal, a par das negociações com a China, incentivou o Governo de Macau a fazer muitas reformas, entre as quais a reestruturação do sistema político-administrativo de Macau, a desmilitarização da Cidade e a promoção da participação da população (quer portuguesa quer chinesa quer qualquer etnia) na administração de Macau. A Guarnição Militar Portuguesa retirou-se de Macau no ano de 1975 com a extinção do seu órgão de comando, o Comando Territorial Independente de Macau (CTIM). As forças de segurança e os militares que quiseram ficar em Macau foram depois incorporados nas Forças de Segurança de Macau (FSM). O Governo de Macau promulgou, em 1976, o Estatuto Orgânico de Macau  (EOM), com vista em criar um novo modelo político, rompendo assim com o velho modelo altamente colonial (centrado no Governador) vigente naquela altura. Nesse mesmo ano, em consequência com a aprovação do EOM, a Assembleia Legislativa de Macau, o órgão legislador da cidade, sofreu grandes remodelações. É responsável de fazer leis e tem o poder de questionar o Governador, e após a transferência (1999), o Chefe do Executivo.

## Estatísticas

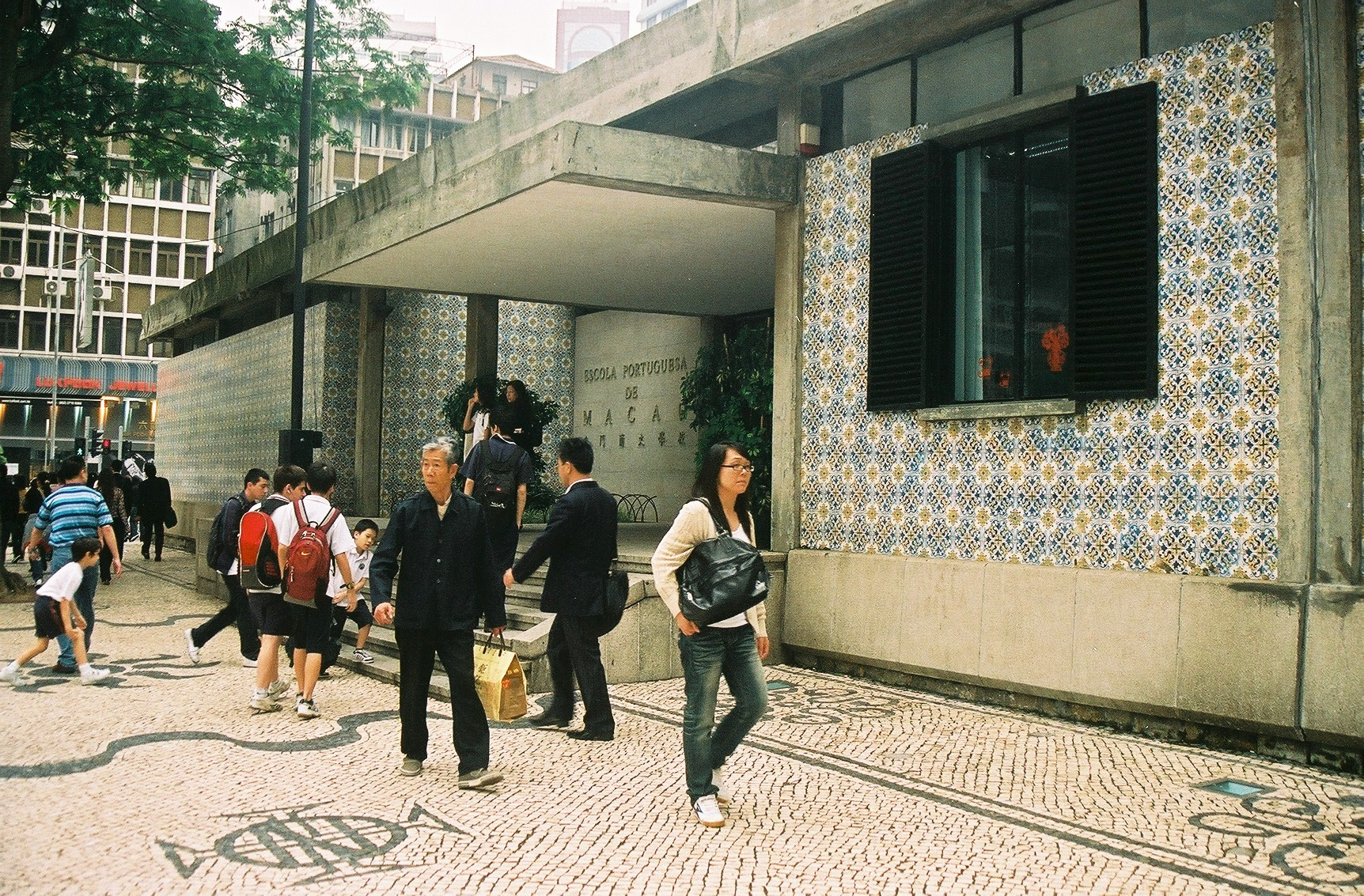
Escola Portuguesa de Macau.

Macau é a região mais densamente povoada do mundo, com uma densidade populacional de cerca de 21 352 habitantes por quilómetro quadrado. A comunidade macaense, cujas pessoas possuem ascendência mista, portuguesa e asiática, em muitos casos também com antepassados chineses, constitui cerca de 1% da população atual de Macau. Durante a época do domínio português, os macaenses constituíram a elite social de Macau. De acordo com o censo de 2006, 0,3 % dos residentes de Macau nasceram em Portugal (cerca de 2 000 pessoas). No censo de 2011, 0,9 % dos habitantes tinham nacionalidade portuguesa, embora estima-se que cerca de cem mil pessoas têm passaporte português.
| Grupo                      | 1991    | 1991    | 2001    | 2001    | 2011    | 2011    |
| Grupo                      | Número  | %       | Número  | %       | Número  | %       |
| -------------------------- | ------- | ------- | ------- | ------- | ------- | ------- |
| Chineses                   | 338 191 | 95.1    | 416 353 | 95.7    | 510 383 | 92.4    |
| Chineses e portugueses     | 4 477   | 1.3     | 4 254   | 1.0     | 4 019   | 0.7     |
| Portugueses                | 4 221   | 1.2     | 2 810   | 0.6     | 3 485   | 0.6     |
| Chineses e não-portugueses |         |         | 1 771   | 0.4     | 1 601   | 0.3     |
| Outros                     | 7 804   | 2.2     | 10 047  | 2.3     | 33 015  | 6.0     |
| Portugueses e outros       |         |         | 709     | 0.2     | 602     | 0.1     |
| Total                      | 355 693 | 355 693 | 435 235 | 435 235 | 552 503 | 552 503 |

## Línguas

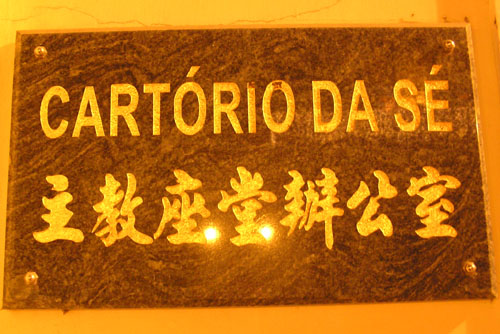
Uma placa com a língua chinesa e portuguesa em Macau - "主教座堂辦公室" (em chinês) ou "Cartório da Sé" (em português).

O português de Macau é um dialeto da língua portuguesa falado no território, sendo uma língua oficial ao lado do cantonês. O português é falado apenas por 7% dos residentes e menos de 2% o utilizam como língua materna. Em Macau também fala-se o patuá macaense, uma língua crioula de base portuguesa muito influenciada pelo cantonês, malaio, cristão, cingalês e por outras línguas. Apesar do português ser uma língua oficial de Macau, tem uma presença reduzida no período atual da região administrativa especial, facto semelhante que ocorre com o patuá macaense que está em via de extinção, com cada vez menos macaenses que dominam este crioulo.
Atualmente, existe apenas uma escola em Macau onde o português é ensinado. No entanto, houve um aumento no ensino da língua de Camões, devido às relações comerciais entre a China e os países lusófonos como Angola, Brasil, Moçambique e Timor-Leste, com 5 000 estudantes que estão a aprender o português.
Os letreiros e cartazes da cidade são escritos em português e em chinês tradicional.

## Cultura

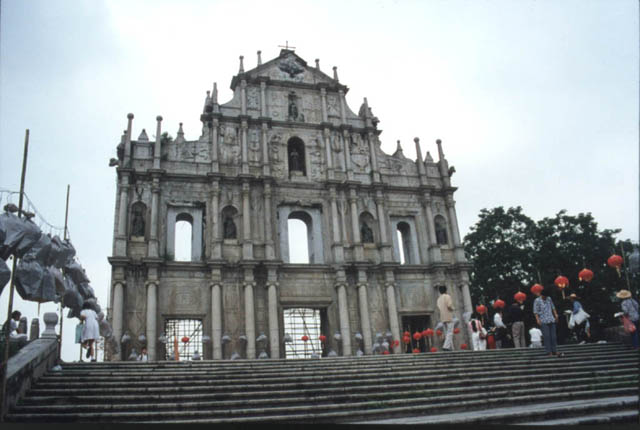
Ruínas de São Paulo da antiga Igreja da Madre de Deus e do adjacente Colégio de São Paulo, importante complexo do século XVI destruído por um incêndio em 1835.

A cultura de Macau é uma combinação da cultura portuguesa com a cultura tradicional chinesa. A longa presença de Portugal reflete-se principalmente na arquitetura de Macau, que por outro lado, conserva-se no território os aspetos da cultura chinesa, como as religiões tradicionais que na China continental estão a desaparecer.
Uma parte essencial da cultura de Macau é chamada de comunidade macaense, que embora atualmente esteja a perder seus sinais de identidade, como os falantes de português e os praticantes do catolicismo, sentiram-se relacionados sentimentalmente a Portugal e confiaram os trabalhos de administração de Macau às autoridades portuguesas. Na atualidade, a comunidade macaense enfrenta uma crise de identidade, sendo difícil saber a sua população exatamente, em parte pela existência das famílias mistas e também porque nem Portugal nem a China realizaram censos no território que detalhassem o sentido identitário dos habitantes. Estima-se que dos 640 700 habitantes atuais de Macau, apenas cerca de 10 000 podem ser considerados macaenses.
Desde 1998 é celebrado o Festival da Lusofonia em Macau.